# Ōtake Risuke
Risuke Ōtake, nome completo Ōtake Risuke Minamoto no Takeyuki (大竹利典源健之?, Ōtake Risuke Minamoto no Takeyuki) (大竹利典 (Ōtake Risuke?); Narita, 10 marzo 1926 – 6 giugno 2021), è stato un artista marziale e insegnante giapponese.

## Biografia
È stato un shihan (maestro insegnante) della scuola Tenshin Shōden Katori Shintō-ryū di bujutsu

, arte che ha imparato come allievo del precedente shihan Hayashi Yazaemon (1892-1964) fin da quando entrò nella scuola all'età di 16 anni, nel 1942.
Nel 1967, quando il maestro Otake aveva 42 anni, ricevette il gokui kaiden,
il più alto livello raggiungibile in questa disciplina, e contemporaneamente divenne maestro insegnante  della scuola .
Ha vissuto e ha insegnato nella campagna della città di Narita, nella Prefettura di Chiba in Giappone.
Gli insegnamenti della scuola Tenshin Shōden Katori Shintō-ryū sono stati dichiarati patrimonio culturale immateriale della Prefettura di Chiba nel in 1960,
con Ōtake designato come guardiano della tradizione .
È stato l'autore del libro Katori Shinto-ryu: Warrior Tradition così come di un trittico precedente sulla tradizione della sua scuola intitolato The Deity and the Sword: Katori Shinto-ryu.
È stato membro del Consiglio degli Esperti di Moschetti e Spade (Board of Registrars and Appraisers for Muskets and Swords) della Prefettura di Chiba dal 1979.

## Opere
- Ōtake, Risuke (1977). The Deity and the Sword - Katori Shinto-ryu Vol. 1, Giappone, Japan Publications Trading Co. ISBN 0-87040-378-8 (Il titolo originale per i tre volumi di questa serie è Mukei Bunkazai Katori Shinto-ryu)
- Ōtake, Risuke (1977). The Deity and the Sword - Katori Shinto-ryu Vol. 2, Giappone, Japan Publications Trading Co. ISBN 0-87040-405-9
- Ōtake, Risuke (1977). The Deity and the Sword - Katori Shinto-ryu Vol. 3, Giappone, Japan Publications Trading Co. ISBN 0-87040-406-7
- Ōtake, Risuke (2007). Katori Shinto-ryu: Warrior Tradition, Koryu Books. ISBN 978-1-890536-20-6 (Una completa revisione del precedente libro The Deity and the Sword)
- Ōtake, Risuke (2016). Strategy and the art of peace, Budokan 日本武道館. ISBN 978-4583109848

## Documentari
- BBC Documentary, The Way of the Warrior, BBC, 29/6/1983
- John Wate, Le katana, sabre de samouraï, Arte Doc, 2005
- Nihon No Ken Jutsu, Gakken, 30/01/2008, (ISBN 4-05-605068-6)
- "REAL SAMURAI" NHK World TV22/06/2014